# 燕话
燕话，又名卫裡话，是中国浙江省慈溪市的一个闽语方言岛，位于观海卫镇，形成于明代，目前面临消失的危险。

## 分布
燕话的使用者主要分布于观海卫镇西北角，卫西村
、卫北村一带，目前仅有不足千人使用。

## 轶事
著名宁波帮人士，镇海龙山（今属慈溪市龙山镇）人虞洽卿曾经使用燕话作为证券交易的暗语。抗日战争时期，中国共产党领导的抗日力量三五支队也曾经使用燕话作为秘密联络的话语。